# 5667 Nakhimovskaya
5667 Nakhimovskaya este un asteroid din centura principală de asteroizi.

## Descriere
5667 Nakhimovskaya este un asteroid din centura principală de asteroizi. A fost descoperit pe 16 august 1983 la Observatorul de Astrofizică din Crimeea de Tamara Smirnova. El prezintă o orbită caracterizată de o semiaxă mare de 2,28 ua, o excentricitate de 0,19 și o înclinație de 4,1° în raport cu ecliptica.